# Список послов ДНР и ЛНР в России
В статье представлен список послов самопровозглашённых Донецкой Народной Республики и Луганской Народной Республики в России.

## Общая информация
Дипломатические отношения между непризнанными республиками и Россией были установлены 22 февраля 2022 года, после «признания их независимости» Владимиром Путиным. 6 мая были назначены послы ДНР и ЛНР в России — Ольга Макеева и Родион Мирошник, им были вручены верительные грамоты.
13 мая 2022 года было учреждено посольство ДНР. 13 июля 2022 года оно было открыто в Москве по адресу Грохольский переулок, дом 13, строение 2. 19 июля того же года было учреждено посольство ЛНР, позднее расположившееся по тому же адресу, со штатной численностью в 18 человек.
30 сентября 2022 года Донецкая и Луганская области Украины в качестве ДНР и ЛНР были аннексированы Россией вместе с оккупированными Херсонской и Запорожской областями после проведения фиктивных референдумов. Большинство стран мира, в том числе и Украина, проведённое голосование и «вхождение в состав России» не признали.
14 ноября глава ЛНР Леонид Пасечник сообщил о начале процедуры ликвидации Министерства иностранных дел самопровозглашённой республики и посольства в Москве до 1 июня 2023 года. За день до этой даты ликвидация была завершена. Посол Родион Мирошник был освобождён от своей должности 9 ноября 2022 года.
30 июня 2023 года был опубликован указ и. о. главы ДНР Дениса Пушилина о ликвидации МИД ДНР до 31 августа того же года, но его действие неоднократно продлевалось.

## Список послов
| Срок полномочий               | Посол                                 | Вручение верительных грамот |  |
| ----------------------------- | ------------------------------------- | --------------------------- |  |
| Донецкая Народная Республика  |                                       |                             |  |
| 6 мая — н. в.                 | Ольга Александровна Макеева род. 1974 | 6 мая 2022 года             |  |
| Луганская Народная Республика |                                       |                             |  |
| 6 мая — 9 ноября 2022         | Родион Валерьевич Мирошник род. 1974  | 6 мая 2022 года             |  |